# Federico Richter Fernandez-Prada
Federico Richter Fernandez-Prada (n. 14 februarie 1922, Huanta⁠(d), Ayacucho, Peru – d. 8 august 2011, Lima, Peru) a fost un teolog romano-catolic peruan, arhiepiscop de Ayacucho o Huamanga.

## Scrieri
- es  Anales de la Provincia franciscana de los Doce Apóstoles de Lima (Perú): constituciones de 1580, con anotaciones 1986, Imprenta de la Universidad de San Cristóbal de Huamanga 1986
- es Fray Luis de Zerbela y sus obras en San Francisco de Jesús de Lima: 1625-1700, Estela Hnos. 1986
- es  Vida y obras del P. Pedro Alva y Astorga, franciscano, Ediciones de Anales de la Provincia Franciscana de los Doce Apóstoles de Lima, 1988
- es  Mojica (Fr. José Fco. de Guadalupe): religioso y sacerdote, Libreria Parroquial de Claveria 1991, 112 Seiten
- es  Presencia franciscana en el Perú en los siglos XVI al XX, Editorial Salesiana 1995, 733 Seiten
- es  Los franciscanos en la evangelización del Perú en los siglos XVI, XVII y XVIII